# Chief
Chief var et rockband fra Santa Monica i Californien, USA.

## Diskografi

### Extended Plays
- "The Castle Is Gone" (2008) (selvudgivet)

### Albums
- Modern Rituals (17. august, 2010) (Domino Records)

### Singler
- "Mighty Proud" (17. november, 2009) (Domino Records)
- "Night And Day" (J22. juni, 2010) (Domino Records)
- "Breaking Walls" (29. juni, 2010) (Domino Records)

| Musikgruppe | Spire Denne artikel om en amerikansk musikgruppe er en spire som bør udbygges. Du er velkommen til at hjælpe Wikipedia ved at udvide den. |